# Malva plazzae
Malva plazzae är en malvaväxtart som först beskrevs av Atzei, och fick sitt nu gällande namn av Soldano, Banfi och Galasso. Malva plazzae ingår i Malvasläktet som ingår i familjen malvaväxter. Inga underarter finns listade i Catalogue of Life.